# William Fay
William Fay, pseudonimo di William George Fay (Dublino, 12 novembre 1872 – Londra, 27 ottobre 1947), è stato un attore e regista irlandese.

## Biografia
William Fay è stato un attore, un regista e un produttore teatrale, uno dei co-fondatori dell'Abbey Theatre.
Fay è nato a Dublino, dove ha frequentato il Belvedere College. Ha lavorato per un periodo nel 1890 con una compagnia teatrale itinerante in Irlanda, Scozia e Galles. Quando tornò a Dublino, lavorò con suo fratello Frank, allestendo produzioni nelle sale della città. Infine, hanno formato nel 1902, assieme ai poeti William Butler Yeats e George Russell, la Irish National Dramatic Company di W. G. Fay, focalizzata sullo sviluppo del talento della recitazione irlandese.
I fratelli parteciparono alla fondazione dell'Abbey Theatre e furono in gran parte responsabili dell'evoluzione dello stile di recitazione dell'Abbey. Dopo un litigio con i registi dell'Abbey nel 1908, i fratelli emigrarono negli Stati Uniti d'America per lavorare lì in teatro e diffondere il Movimento drammatico irlandese.
Successivamente si trasferì a Londra nel 1914, lavorando come attore teatrale e cinematografico.
In teatro si distinse per il ruolo di Martin Doul nella Fonte dei Santi (1905) e di Christy Mahon in The Playboy of the Western World (Furfantello dell'Ovest) di John Millington Synge.
Uno dei suoi ruoli cinematografici più importanti è stato quello di Padre Tom in Fuggiasco (Odd Man Out) (1947) di Carol Reed ambientato a Belfast, il cui cast era ricco di attori dell'Abbey Theatre.
Il suo libro di memorie, The Fays of the Abbey Theatre, è stato pubblicato nel 1935.
Willie Fay morì a Londra nel 1947, all'età di 74 anni.

## Cinematografia
- General John Regan, diretto da Henry Edwards (1933);
- Patrizia e il dittatore (Storm in a Teacup), diretto da Ian Dalrymple e Victor Saville (1937);
- Fuggiasco (Odd Man Out), diretto da Carol Reed (1947);
- Il porto delle tentazioni (Temptation Harbour), diretto da Lance Comfort (1947);
- Le avventure di Oliver Twist (Oliver Twist), diretto da David Lean (1948).